# Zwierzęta (serial animowany)
Zwierzęta – amerykański serial telewizyjny (komedia animowana) wyprodukowany przez Duplass Brothers Television. Twórcami serialu są Phil Matarese i Mike Luciano. Premierowy odcinek został wyemitowany 5 lutego 2016 roku przez HBO.
18 października 2018 roku, stacja HBO ogłosiła zakończenie produkcji serialu po trzech sezonach.
W Polsce serial był emitowany od 7 lutego 2016 roku do 12 października 2018 roku przez HBO Comedy i HBO3.

## Fabuła
Serial opowiada o życiu zwierząt mieszkających w Nowym Yorku.

### Sezon 1 (2016)
| Nr | #  | Tytuł              | Reżyseria                                    | Scenariusz                  | Premiera HBO    | Premiera HBO Comedy HBO3 |
| -- | -- | ------------------ | -------------------------------------------- | --------------------------- | --------------- | ------------------------ |
| 1  | 1  | Rats               | Phil Matarese, Mike Luciano                  | Phil Matarese, Mike Luciano | 5 lutego 2016   | 7 lutego 2016            |
| 2  | 2  | Pigeons            | Phil Matarese, Mike Luciano                  | Phil Matarese, Mike Luciano | 12 lutego 2016  | 14 lutego 2016           |
| 3  | 3  | Cats               | Phil Matarese, Mike Luciano, Wes Archer      | Phil Matarese, Mike Luciano | 19 lutego 2016  | 21 lutego 2016           |
| 4  | 4  | Dogs               | Phil Matarese, Mike Luciano, Dominic Polcino | Phil Matarese, Mike Luciano | 26 lutego 2016  | 28 lutego 2016           |
| 5  | 5  | Rats               | Phil Matarese, Mike Luciano, Wes Archer      | Phil Matarese, Mike Luciano | 4 marca 2016    | 6 marca 2016             |
| 6  | 6  | Pigeons            | Phil Matarese, Mike Luciano, Dominic Polcino | Phil Matarese, Mike Luciano | 11 marca 2016   | 13 marca 2016            |
| 7  | 7  | Flies              | Phil Matarese, Mike Luciano, Wes Archer      | Phil Matarese, Mike Luciano | 18 marca 2016   | 20 marca 2016            |
| 8  | 8  | Squirrels, Part I  | Phil Matarese, Mike Luciano, Dominic Polcino | Phil Matarese, Mike Luciano | 25 marca 2016   | 27 marca 2016            |
| 9  | 9  | Squirrels. Part II | Phil Matarese, Mike Luciano, Dominic Polcino | Phil Matarese, Mike Luciano | 1 kwietnia 2016 | 3 kwietnia 2016          |
| 10 | 10 | Turkeys            | Phil Matarese, Mike Luciano, Dominic Polcino | Phil Matarese, Mike Luciano | 8 kwietnia 2016 | 10 kwietnia 2016         |

### Sezon 2 (2017)
| Nr | #  | Tytuł        | Reżyseria                   | Scenariusz                  | Premiera HBO     | Premiera HBO3    |
| -- | -- | ------------ | --------------------------- | --------------------------- | ---------------- | ---------------- |
| 11 | 1  | Rats         | Phil Matarese, Mike Luciano | Phil Matarese, Mike Luciano | 17 marca 2017    | 24 marca 2017    |
| 12 | 2  | Pigeons      | Phil Matarese, Mike Luciano | Phil Matarese, Mike Luciano | 24 marca 2017    | 31 marca 2017    |
| 13 | 3  | Roaches      | Phil Matarese, Mike Luciano | Phil Matarese, Mike Luciano | 31 marca 2017    | 7 kwietnia 2017  |
| 14 | 4  | Squirrels    | Phil Matarese, Mike Luciano | Phil Matarese, Mike Luciano | 7 kwietnia 2017  | 14 kwietnia 2017 |
| 15 | 5  | Humans       | Phil Matarese, Mike Luciano | Phil Matarese, Mike Luciano | 14 kwietnia 2017 | 21 kwietnia 2017 |
| 16 | 6  | Rats         | Phil Matarese, Mike Luciano | Phil Matarese, Mike Luciano | 21 kwietnia 2017 | 28 kwietnia 2017 |
| 17 | 7  | Cats Part I  | Phil Matarese, Mike Luciano | Phil Matarese, Mike Luciano | 28 kwietnia 2017 | 7 maja 2017      |
| 18 | 8  | Cats Part II | Phil Matarese, Mike Luciano | Phil Matarese, Mike Luciano | 5 maja 2017      | 12 maja 2017     |
| 19 | 9  | Worms        | Phil Matarese, Mike Luciano | Phil Matarese, Mike Luciano | 12 maja 2017     | 19 maja 2017     |
| 20 | 10 | Dog          | Phil Matarese, Mike Luciano | Phil Matarese, Mike Luciano | 19 maja 2017     | 26 maja 2017     |

### Sezon 3 (2018)
| Nr | #  | Tytuł                                                                                  | Reżyseria                   | Scenariusz                  | Premiera HBO        | Premiera HBO3        |
| -- | -- | -------------------------------------------------------------------------------------- | --------------------------- | --------------------------- | ------------------- | -------------------- |
| 21 | 1  | Rats (5)                                                                               | Phil Matarese, Mike Luciano | Phil Matarese, Mike Luciano | 3 sierpnia 2018     | 10 sierpnia 2018     |
| 22 | 2  | Dogs (2)                                                                               | Phil Matarese, Mike Luciano | Phil Matarese, Mike Luciano | 10 sierpnia 2018    | 17 sierpnia 2018     |
| 23 | 3  | Wallet                                                                                 | Phil Matarese, Mike Luciano | Phil Matarese, Mike Luciano | 17 sierpnia 2018    | 24 sierpnia 2018     |
| 24 | 4  | Horses                                                                                 | Mike Luciano, Phil Matarese | Mike Luciano, Phil Matarese | 24 sierpnia 2018    | 31 sierpnia 2018     |
| 25 | 5  | Stuff                                                                                  | Phil Matarese, Mike Luciano | Phil Matarese, Mike Luciano | 31 sierpnia 2018    | 7 września 2018      |
| 26 | 6  | At a Loss for Words When We Needed Them Most (Or... The Rise and Fall of GrabbagVille) | Phil Matarese, Mike Luciano | Phil Matarese, Mike Luciano | 7 września 2018     | 14 września 2018     |
| 27 | 7  | The Trial                                                                              | Phil Matarese, Mike Luciano | Phil Matarese, Mike Luciano | 14 września 2018    | 21 września 2018     |
| 28 | 8  | The Democratic People’s Republic of Kitty City                                         | Phil Matarese, Mike Luciano | Phil Matarese, Mike Luciano | 21 września 2018    | 28 września 2018     |
| 29 | 9  | So You Think You Won’t Treason?!                                                       | Phil Matarese, Mike Luciano | Phil Matarese, Mike Luciano | 28 września 2018    | 5 października 2018  |
| 30 | 10 | Roachella                                                                              | Phil Matarese, Mike Luciano | Phil Matarese, Mike Luciano | 5 października 2018 | 12 października 2018 |

## Produkcja
29 maja 2015 roku, HBO zamówiła dwa sezony serialu.

21 maja 2017 roku, stacja HBO przedłużyła serial animowany o trzeci sezon.